# The Women's Tour 2016
La 3.ª edición del The Women's Tour (oficialmente: Aviva Women's Tour) se celebró en Reino Unido entre el 15 y el 19 de junio de 2016 con inicio en la ciudad de Southwold y final en la ciudad de Kettering. El recorrido consistió de un total de 5 etapas sobre una distancia total de 617,4 km.
La carrera hizo parte del UCI WorldTour Femenino 2016, creado en dicho año, como competencia de categoría 2.WWT del calendario ciclístico de máximo nivel mundial siendo la decimosegunda carrera de dicho circuito y fue ganada por la ciclista británica Elizabeth Armitstead del equipo Boels Dolmans. El podio lo completaron la ciclista sudafricana Ashleigh Moolman-Pasio del equipo Cervélo Bigla y la ciclista italiana Elisa Longo Borghini del equipo Wiggle High5.

## Equipos participantes
| Equipos femeninos (15)- Alé Cipollini - Astana Women's - Boels Dolmans - BTC City Ljubljana - Canyon-SRAM Racing - Cervélo Bigla - Cylance - Drops - Hitec Products - Liv-Plantur - Orica-AIS - Poitou-Charentes.Futuroscope.86 - Rabo Liv Women - UnitedHealthcare - Wiggle High5 Equipo nacional- Gran Bretaña |
| |

## Etapas
| Etapa     | Fecha     | Recorrido                        | type            | Distancia (km) | Ganador           | Líder             |
| --------- | --------- | -------------------------------- | --------------- | -------------- | ----------------- | ----------------- |
| 1.ª etapa | 15 de jun | Southwold – Norwich              | etapa llana     | 132            | Christine Majerus | Christine Majerus |
| 2.ª etapa | 16 de jun | Atherstone – Stratford-upon-Avon | etapa escarpada | 140            | Amy Pieters       | Marianne Vos      |
| 3.ª etapa | 17 de jun | Ashbourne – Chesterfield         | etapa escarpada | 112,6          | Lizzie Armitstead | Lizzie Armitstead |
| 4.ª etapa | 18 de jun | Nottingham – Stoke-on-Trent      | etapa escarpada | 119,6          | Marianne Vos      | Lizzie Armitstead |
| 5.ª etapa | 19 de jun | Northampton – Kettering          | etapa llana     | 113,2          | Lotta Lepistö     | Lizzie Armitstead |

## Desarrollo de la carrera

### 1.ª etapa
| \| Clasificación de la etapa \| Clasificación de la etapa \| Clasificación de la etapa \| Clasificación de la etapa \| Clasificación de la etapa \| \| Ciclista \| Ciclista \| Equipo \| Tiempo \| \| \| ------------------------- \| ------------------------- \| ------------------------- \| ------------------------- \| ------------------------- \| \| 1.ª \| Christine Majerus \| Boels Dolmans \| 3 h 24 min 38 s \| \| \| 2.ª \| Marianne Vos \| Rabo Liv Women \| + 0 s \| \| \| 3.ª \| Giorgia Bronzini \| Wiggle High5 \| + 0 s \| \| \| 4.ª \| Marta Bastianelli \| Alé Cipollini \| + 0 s \| \| \| 5.ª \| Lotta Lepistö \| Cervélo Bigla \| + 0 s \| \| \| 6.ª \| Leah Kirchmann \| Liv-Plantur \| + 0 s \| \| \| 7.ª \| Lucinda Brand \| Rabo Liv Women \| + 0 s \| \| \| 8.ª \| Alison Tetrick \| Cylance \| + 0 s \| \| \| 9.ª \| Elisa Longo Borghini \| Wiggle High5 \| + 0 s \| \| \| 10.ª \| Floortje Mackaij \| Liv-Plantur \| + 0 s \| \| |                      |                |                 |
| |                      |                |                 |
| |                      |                |                 |
| Clasificación de la etapa |                      |                |                 |
| Ciclista | Ciclista             | Equipo         | Tiempo          |
| 1.ª | Christine Majerus    | Boels Dolmans  | 3 h 24 min 38 s |
| 2.ª | Marianne Vos         | Rabo Liv Women | + 0 s           |
| 3.ª | Giorgia Bronzini     | Wiggle High5   | + 0 s           |
| 4.ª | Marta Bastianelli    | Alé Cipollini  | + 0 s           |
| 5.ª | Lotta Lepistö        | Cervélo Bigla  | + 0 s           |
| 6.ª | Leah Kirchmann       | Liv-Plantur    | + 0 s           |
| 7.ª | Lucinda Brand        | Rabo Liv Women | + 0 s           |
| 8.ª | Alison Tetrick       | Cylance        | + 0 s           |
| 9.ª | Elisa Longo Borghini | Wiggle High5   | + 0 s           |
| 10.ª | Floortje Mackaij     | Liv-Plantur    | + 0 s           |

| \| Clasificación general \| Clasificación general \| Clasificación general \| Clasificación general \| Clasificación general \| \| Ciclista \| Ciclista \| Equipo \| Tiempo \| \| \| --------------------- \| --------------------- \| --------------------- \| --------------------- \| --------------------- \| \| 1.ª \| Christine Majerus \| Boels Dolmans \| 3 h 24 min 38 s \| \| \| 2.ª \| Marianne Vos \| Rabo Liv Women \| + 1 s \| \| \| 3.ª \| Giorgia Bronzini \| Wiggle High5 \| + 6 s \| \| \| 4.ª \| Leah Kirchmann \| Liv-Plantur \| + 7 s \| \| \| 5.ª \| Gracie Elvin \| Orica-AIS \| + 7 s \| \| \| 6.ª \| Chantal Blaak \| Boels Dolmans \| + 8 s \| \| \| 7.ª \| Lizzie Armitstead \| Boels Dolmans \| + 9 s \| \| \| 8.ª \| Marta Bastianelli \| Alé Cipollini \| + 10 s \| \| \| 9.ª \| Lotta Lepistö \| Cervélo Bigla \| + 10 s \| \| \| 10.ª \| Lucinda Brand \| Rabo Liv Women \| + 10 s \| \| |                   |                |                 |
| |                   |                |                 |
| |                   |                |                 |
| Clasificación general |                   |                |                 |
| Ciclista | Ciclista          | Equipo         | Tiempo          |
| 1.ª | Christine Majerus | Boels Dolmans  | 3 h 24 min 38 s |
| 2.ª | Marianne Vos      | Rabo Liv Women | + 1 s           |
| 3.ª | Giorgia Bronzini  | Wiggle High5   | + 6 s           |
| 4.ª | Leah Kirchmann    | Liv-Plantur    | + 7 s           |
| 5.ª | Gracie Elvin      | Orica-AIS      | + 7 s           |
| 6.ª | Chantal Blaak     | Boels Dolmans  | + 8 s           |
| 7.ª | Lizzie Armitstead | Boels Dolmans  | + 9 s           |
| 8.ª | Marta Bastianelli | Alé Cipollini  | + 10 s          |
| 9.ª | Lotta Lepistö     | Cervélo Bigla  | + 10 s          |
| 10.ª | Lucinda Brand     | Rabo Liv Women | + 10 s          |

### 2.ª etapa
| \| Clasificación de la etapa \| Clasificación de la etapa \| Clasificación de la etapa \| Clasificación de la etapa \| Clasificación de la etapa \| \| Ciclista \| Ciclista \| Equipo \| Tiempo \| \| \| ------------------------- \| ------------------------- \| ------------------------- \| ------------------------- \| ------------------------- \| \| 1.ª \| Amy Pieters \| Wiggle High5 \| 3 h 36 min 54 s \| \| \| 2.ª \| Lisa Brennauer \| Canyon-SRAM Racing \| + 0 s \| \| \| 3.ª \| Marianne Vos \| Rabo Liv Women \| + 0 s \| \| \| 4.ª \| Gracie Elvin \| Orica-AIS \| + 0 s \| \| \| 5.ª \| Christine Majerus \| Boels Dolmans \| + 0 s \| \| \| 6.ª \| Emma Johansson \| Wiggle High5 \| + 0 s \| \| \| 7.ª \| Giorgia Bronzini \| Wiggle High5 \| + 0 s \| \| \| 8.ª \| Floortje Mackaij \| Liv-Plantur \| + 0 s \| \| \| 9.ª \| Leah Kirchmann \| Liv-Plantur \| + 0 s \| \| \| 10.ª \| Anna van der Breggen \| Rabo Liv Women \| + 0 s \| \| |                      |                    |                 |
| |                      |                    |                 |
| |                      |                    |                 |
| Clasificación de la etapa |                      |                    |                 |
| Ciclista | Ciclista             | Equipo             | Tiempo          |
| 1.ª | Amy Pieters          | Wiggle High5       | 3 h 36 min 54 s |
| 2.ª | Lisa Brennauer       | Canyon-SRAM Racing | + 0 s           |
| 3.ª | Marianne Vos         | Rabo Liv Women     | + 0 s           |
| 4.ª | Gracie Elvin         | Orica-AIS          | + 0 s           |
| 5.ª | Christine Majerus    | Boels Dolmans      | + 0 s           |
| 6.ª | Emma Johansson       | Wiggle High5       | + 0 s           |
| 7.ª | Giorgia Bronzini     | Wiggle High5       | + 0 s           |
| 8.ª | Floortje Mackaij     | Liv-Plantur        | + 0 s           |
| 9.ª | Leah Kirchmann       | Liv-Plantur        | + 0 s           |
| 10.ª | Anna van der Breggen | Rabo Liv Women     | + 0 s           |

| \| Clasificación general \| Clasificación general \| Clasificación general \| Clasificación general \| Clasificación general \| \| Ciclista \| Ciclista \| Equipo \| Tiempo \| \| \| --------------------- \| --------------------- \| --------------------- \| --------------------- \| --------------------- \| \| 1.ª \| Marianne Vos \| Rabo Liv Women \| 7 h 01 min 26 s \| \| \| 2.ª \| Christine Majerus \| Boels Dolmans \| + 3 s \| \| \| 3.ª \| Amy Pieters \| Wiggle High5 \| + 7 s \| \| \| 4.ª \| Lisa Brennauer \| Canyon-SRAM Racing \| + 11 s \| \| \| 5.ª \| Giorgia Bronzini \| Wiggle High5 \| + 13 s \| \| \| 6.ª \| Leah Kirchmann \| Liv-Plantur \| + 13 s \| \| \| 7.ª \| Gracie Elvin \| Orica-AIS \| + 14 s \| \| \| 8.ª \| Lizzie Armitstead \| Boels Dolmans \| + 16 s \| \| \| 9.ª \| Floortje Mackaij \| Liv-Plantur \| + 17 s \| \| \| 10.ª \| Emma Johansson \| Wiggle High5 \| + 17 s \| \| |                   |                    |                 |
| |                   |                    |                 |
| |                   |                    |                 |
| Clasificación general |                   |                    |                 |
| Ciclista | Ciclista          | Equipo             | Tiempo          |
| 1.ª | Marianne Vos      | Rabo Liv Women     | 7 h 01 min 26 s |
| 2.ª | Christine Majerus | Boels Dolmans      | + 3 s           |
| 3.ª | Amy Pieters       | Wiggle High5       | + 7 s           |
| 4.ª | Lisa Brennauer    | Canyon-SRAM Racing | + 11 s          |
| 5.ª | Giorgia Bronzini  | Wiggle High5       | + 13 s          |
| 6.ª | Leah Kirchmann    | Liv-Plantur        | + 13 s          |
| 7.ª | Gracie Elvin      | Orica-AIS          | + 14 s          |
| 8.ª | Lizzie Armitstead | Boels Dolmans      | + 16 s          |
| 9.ª | Floortje Mackaij  | Liv-Plantur        | + 17 s          |
| 10.ª | Emma Johansson    | Wiggle High5       | + 17 s          |

### 3.ª etapa
| \| Clasificación de la etapa \| Clasificación de la etapa \| Clasificación de la etapa \| Clasificación de la etapa \| Clasificación de la etapa \| \| Ciclista \| Ciclista \| Equipo \| Tiempo \| \| \| ------------------------- \| ------------------------- \| ------------------------- \| ------------------------- \| ------------------------- \| \| 1.ª \| Lizzie Armitstead \| Boels Dolmans \| 2 h 54 min 27 s \| \| \| 2.ª \| Ashleigh Moolman-Pasio \| Cervélo Bigla \| + 0 s \| \| \| 3.ª \| Elisa Longo Borghini \| Wiggle High5 \| + 0 s \| \| \| 4.ª \| Amanda Spratt \| Orica-AIS \| + 3 s \| \| \| 5.ª \| Marianne Vos \| Rabo Liv Women \| + 36 s \| \| \| 6.ª \| Amalie Dideriksen \| Boels Dolmans \| + 36 s \| \| \| 7.ª \| Leah Kirchmann \| Liv-Plantur \| + 36 s \| \| \| 8.ª \| Giorgia Bronzini \| Wiggle High5 \| + 36 s \| \| \| 9.ª \| Lisa Brennauer \| Canyon-SRAM Racing \| + 36 s \| \| \| 10.ª \| Amy Pieters \| Wiggle High5 \| + 36 s \| \| |                        |                    |                 |
| |                        |                    |                 |
| |                        |                    |                 |
| Clasificación de la etapa |                        |                    |                 |
| Ciclista | Ciclista               | Equipo             | Tiempo          |
| 1.ª | Lizzie Armitstead      | Boels Dolmans      | 2 h 54 min 27 s |
| 2.ª | Ashleigh Moolman-Pasio | Cervélo Bigla      | + 0 s           |
| 3.ª | Elisa Longo Borghini   | Wiggle High5       | + 0 s           |
| 4.ª | Amanda Spratt          | Orica-AIS          | + 3 s           |
| 5.ª | Marianne Vos           | Rabo Liv Women     | + 36 s          |
| 6.ª | Amalie Dideriksen      | Boels Dolmans      | + 36 s          |
| 7.ª | Leah Kirchmann         | Liv-Plantur        | + 36 s          |
| 8.ª | Giorgia Bronzini       | Wiggle High5       | + 36 s          |
| 9.ª | Lisa Brennauer         | Canyon-SRAM Racing | + 36 s          |
| 10.ª | Amy Pieters            | Wiggle High5       | + 36 s          |

| \| Clasificación general \| Clasificación general \| Clasificación general \| Clasificación general \| Clasificación general \| \| Ciclista \| Ciclista \| Equipo \| Tiempo \| \| \| --------------------- \| ---------------------- \| --------------------- \| --------------------- \| --------------------- \| \| 1.ª \| Lizzie Armitstead \| Boels Dolmans \| 9 h 55 min 59 s \| \| \| 2.ª \| Ashleigh Moolman-Pasio \| Cervélo Bigla \| + 5 s \| \| \| 3.ª \| Elisa Longo Borghini \| Wiggle High5 \| + 7 s \| \| \| 4.ª \| Amanda Spratt \| Orica-AIS \| + 14 s \| \| \| 5.ª \| Marianne Vos \| Rabo Liv Women \| + 27 s \| \| \| 6.ª \| Christine Majerus \| Boels Dolmans \| + 32 s \| \| \| 7.ª \| Amy Pieters \| Wiggle High5 \| + 37 s \| \| \| 8.ª \| Leah Kirchmann \| Liv-Plantur \| + 41 s \| \| \| 9.ª \| Lisa Brennauer \| Canyon-SRAM Racing \| + 41 s \| \| \| 10.ª \| Giorgia Bronzini \| Wiggle High5 \| + 43 s \| \| |                        |                    |                 |
| |                        |                    |                 |
| |                        |                    |                 |
| Clasificación general |                        |                    |                 |
| Ciclista | Ciclista               | Equipo             | Tiempo          |
| 1.ª | Lizzie Armitstead      | Boels Dolmans      | 9 h 55 min 59 s |
| 2.ª | Ashleigh Moolman-Pasio | Cervélo Bigla      | + 5 s           |
| 3.ª | Elisa Longo Borghini   | Wiggle High5       | + 7 s           |
| 4.ª | Amanda Spratt          | Orica-AIS          | + 14 s          |
| 5.ª | Marianne Vos           | Rabo Liv Women     | + 27 s          |
| 6.ª | Christine Majerus      | Boels Dolmans      | + 32 s          |
| 7.ª | Amy Pieters            | Wiggle High5       | + 37 s          |
| 8.ª | Leah Kirchmann         | Liv-Plantur        | + 41 s          |
| 9.ª | Lisa Brennauer         | Canyon-SRAM Racing | + 41 s          |
| 10.ª | Giorgia Bronzini       | Wiggle High5       | + 43 s          |

### 4.ª etapa
| \| Clasificación de la etapa \| Clasificación de la etapa \| Clasificación de la etapa \| Clasificación de la etapa \| Clasificación de la etapa \| \| Ciclista \| Ciclista \| Equipo \| Tiempo \| \| \| ------------------------- \| ------------------------- \| ------------------------- \| ------------------------- \| ------------------------- \| \| 1.ª \| Marianne Vos \| Rabo Liv Women \| 3 h 07 min 00 s \| \| \| 2.ª \| Leah Kirchmann \| Liv-Plantur \| + 0 s \| \| \| 3.ª \| Emma Johansson \| Wiggle High5 \| + 0 s \| \| \| 4.ª \| Amalie Dideriksen \| Boels Dolmans \| + 0 s \| \| \| 5.ª \| Lisa Brennauer \| Canyon-SRAM Racing \| + 0 s \| \| \| 6.ª \| Lizzie Armitstead \| Boels Dolmans \| + 0 s \| \| \| 7.ª \| Amy Pieters \| Wiggle High5 \| + 0 s \| \| \| 8.ª \| Ashleigh Moolman-Pasio \| Cervélo Bigla \| + 0 s \| \| \| 9.ª \| Nikki Harris \| Boels Dolmans \| + 0 s \| \| \| 10.ª \| Ellen van Dijk \| Boels Dolmans \| + 0 s \| \| |                        |                    |                 |
| |                        |                    |                 |
| |                        |                    |                 |
| Clasificación de la etapa |                        |                    |                 |
| Ciclista | Ciclista               | Equipo             | Tiempo          |
| 1.ª | Marianne Vos           | Rabo Liv Women     | 3 h 07 min 00 s |
| 2.ª | Leah Kirchmann         | Liv-Plantur        | + 0 s           |
| 3.ª | Emma Johansson         | Wiggle High5       | + 0 s           |
| 4.ª | Amalie Dideriksen      | Boels Dolmans      | + 0 s           |
| 5.ª | Lisa Brennauer         | Canyon-SRAM Racing | + 0 s           |
| 6.ª | Lizzie Armitstead      | Boels Dolmans      | + 0 s           |
| 7.ª | Amy Pieters            | Wiggle High5       | + 0 s           |
| 8.ª | Ashleigh Moolman-Pasio | Cervélo Bigla      | + 0 s           |
| 9.ª | Nikki Harris           | Boels Dolmans      | + 0 s           |
| 10.ª | Ellen van Dijk         | Boels Dolmans      | + 0 s           |

| \| Clasificación general \| Clasificación general \| Clasificación general \| Clasificación general \| Clasificación general \| \| Ciclista \| Ciclista \| Equipo \| Tiempo \| \| \| --------------------- \| ---------------------- \| --------------------- \| --------------------- \| --------------------- \| \| 1.ª \| Lizzie Armitstead \| Boels Dolmans \| 13 h 02 min 56 s \| \| \| 2.ª \| Ashleigh Moolman-Pasio \| Cervélo Bigla \| + 8 s \| \| \| 3.ª \| Elisa Longo Borghini \| Wiggle High5 \| + 10 s \| \| \| 4.ª \| Marianne Vos \| Rabo Liv Women \| + 15 s \| \| \| 5.ª \| Amanda Spratt \| Orica-AIS \| + 17 s \| \| \| 6.ª \| Leah Kirchmann \| Liv-Plantur \| + 37 s \| \| \| 7.ª \| Amy Pieters \| Wiggle High5 \| + 40 s \| \| \| 8.ª \| Lisa Brennauer \| Canyon-SRAM Racing \| + 44 s \| \| \| 9.ª \| Emma Johansson \| Wiggle High5 \| + 46 s \| \| \| 10.ª \| Gracie Elvin \| Orica-AIS \| + 47 s \| \| |                        |                    |                  |
| |                        |                    |                  |
| |                        |                    |                  |
| Clasificación general |                        |                    |                  |
| Ciclista | Ciclista               | Equipo             | Tiempo           |
| 1.ª | Lizzie Armitstead      | Boels Dolmans      | 13 h 02 min 56 s |
| 2.ª | Ashleigh Moolman-Pasio | Cervélo Bigla      | + 8 s            |
| 3.ª | Elisa Longo Borghini   | Wiggle High5       | + 10 s           |
| 4.ª | Marianne Vos           | Rabo Liv Women     | + 15 s           |
| 5.ª | Amanda Spratt          | Orica-AIS          | + 17 s           |
| 6.ª | Leah Kirchmann         | Liv-Plantur        | + 37 s           |
| 7.ª | Amy Pieters            | Wiggle High5       | + 40 s           |
| 8.ª | Lisa Brennauer         | Canyon-SRAM Racing | + 44 s           |
| 9.ª | Emma Johansson         | Wiggle High5       | + 46 s           |
| 10.ª | Gracie Elvin           | Orica-AIS          | + 47 s           |

### 5.ª etapa
| \| Clasificación de la etapa \| Clasificación de la etapa \| Clasificación de la etapa \| Clasificación de la etapa \| Clasificación de la etapa \| \| Ciclista \| Ciclista \| Equipo \| Tiempo \| \| \| ------------------------- \| ------------------------- \| -------------------------------- \| ------------------------- \| ------------------------- \| \| 1.ª \| Lotta Lepistö \| Cervélo Bigla \| 2 h 57 min 31 s \| \| \| 2.ª \| Marta Bastianelli \| Alé Cipollini \| + 0 s \| \| \| 3.ª \| Elena Cecchini \| Canyon-SRAM Racing \| + 0 s \| \| \| 4.ª \| Lauren Kitchen \| Hitec Products \| + 0 s \| \| \| 5.ª \| Eugenia Bujak \| BTC City Ljubljana \| + 0 s \| \| \| 6.ª \| Molly Weaver \| Liv-Plantur \| + 0 s \| \| \| 7.ª \| Janneke Ensing \| Parkhotel Valkenburg Continental \| + 11 s \| \| \| 8.ª \| Leah Kirchmann \| Liv-Plantur \| + 15 s \| \| \| 9.ª \| Jolien D'Hoore \| Wiggle High5 \| + 15 s \| \| \| 10.ª \| Marianne Vos \| Rabo Liv Women \| + 15 s \| \| |                   |                                  |                 |
| |                   |                                  |                 |
| |                   |                                  |                 |
| Clasificación de la etapa |                   |                                  |                 |
| Ciclista | Ciclista          | Equipo                           | Tiempo          |
| 1.ª | Lotta Lepistö     | Cervélo Bigla                    | 2 h 57 min 31 s |
| 2.ª | Marta Bastianelli | Alé Cipollini                    | + 0 s           |
| 3.ª | Elena Cecchini    | Canyon-SRAM Racing               | + 0 s           |
| 4.ª | Lauren Kitchen    | Hitec Products                   | + 0 s           |
| 5.ª | Eugenia Bujak     | BTC City Ljubljana               | + 0 s           |
| 6.ª | Molly Weaver      | Liv-Plantur                      | + 0 s           |
| 7.ª | Janneke Ensing    | Parkhotel Valkenburg Continental | + 11 s          |
| 8.ª | Leah Kirchmann    | Liv-Plantur                      | + 15 s          |
| 9.ª | Jolien D'Hoore    | Wiggle High5                     | + 15 s          |
| 10.ª | Marianne Vos      | Rabo Liv Women                   | + 15 s          |

## Clasificaciones finales
Las clasificaciones finalizaron de la siguiente forma:

### Clasificación general
| \| Clasificación general \| Clasificación general \| Clasificación general \| Clasificación general \| Clasificación general \| \| Ciclista \| Ciclista \| Equipo \| Tiempo \| \| \| --------------------- \| ---------------------- \| --------------------- \| --------------------- \| --------------------- \| \| 1.ª \| Lizzie Armitstead \| Boels Dolmans \| 16 h 00 min 39 s \| \| \| 2.ª \| Ashleigh Moolman-Pasio \| Cervélo Bigla \| + 11 s \| \| \| 3.ª \| Elisa Longo Borghini \| Wiggle High5 \| + 13 s \| \| \| 4.ª \| Marianne Vos \| Rabo Liv Women \| + 18 s \| \| \| 5.ª \| Amanda Spratt \| Orica-AIS \| + 20 s \| \| \| 6.ª \| Leah Kirchmann \| Liv-Plantur \| + 40 s \| \| \| 7.ª \| Amy Pieters \| Wiggle High5 \| + 43 s \| \| \| 8.ª \| Emma Johansson \| Wiggle High5 \| + 49 s \| \| \| 9.ª \| Gracie Elvin \| Orica-AIS \| + 50 s \| \| \| 10.ª \| Floortje Mackaij \| Liv-Plantur \| + 53 s \| \| |                        |                |                  |
| |                        |                |                  |
| Fuente: ProCyclingStats |                        |                |                  |
| Clasificación general |                        |                |                  |
| Ciclista | Ciclista               | Equipo         | Tiempo           |
| 1.ª | Lizzie Armitstead      | Boels Dolmans  | 16 h 00 min 39 s |
| 2.ª | Ashleigh Moolman-Pasio | Cervélo Bigla  | + 11 s           |
| 3.ª | Elisa Longo Borghini   | Wiggle High5   | + 13 s           |
| 4.ª | Marianne Vos           | Rabo Liv Women | + 18 s           |
| 5.ª | Amanda Spratt          | Orica-AIS      | + 20 s           |
| 6.ª | Leah Kirchmann         | Liv-Plantur    | + 40 s           |
| 7.ª | Amy Pieters            | Wiggle High5   | + 43 s           |
| 8.ª | Emma Johansson         | Wiggle High5   | + 49 s           |
| 9.ª | Gracie Elvin           | Orica-AIS      | + 50 s           |
| 10.ª | Floortje Mackaij       | Liv-Plantur    | + 53 s           |

### Clasificación por puntos
| Clasificación por puntos | Clasificación por puntos | Clasificación por puntos | Clasificación por puntos | Clasificación por puntos |
| Ciclista                 | Ciclista                 | Equipo                   | Puntos                   |                          |
| ------------------------ | ------------------------ | ------------------------ | ------------------------ | ------------------------ |
| 1.ª                      | Marianne Vos             | Rabo Liv Women           | 58 pts                   |                          |
| 2.ª                      | Leah Kirchmann           | Liv-Plantur              | 33 pts                   |                          |
| 3.ª                      | Lotta Lepistö            | Cervélo Bigla            | 27 pts                   |                          |
| 4.ª                      | Lizzie Armitstead        | Boels Dolmans            | 27 pts                   |                          |
| 5.ª                      | Marta Bastianelli        | Alé Cipollini            | 21 pts                   |                          |
| 6.ª                      | Amy Pieters              | Wiggle High5             | 20 pts                   |                          |
| 7.ª                      | Giorgia Bronzini         | Wiggle High5             | 16 pts                   |                          |
| 8.ª                      | Ashleigh Moolman-Pasio   | Cervélo Bigla            | 15 pts                   |                          |
| 9.ª                      | Emma Johansson           | Wiggle High5             | 14 pts                   |                          |
| 10.ª                     | Amalie Dideriksen        | Boels Dolmans            | 12 pts                   |                          |

### Clasificación de la montaña
| Clasificación de la montaña | Clasificación de la montaña | Clasificación de la montaña      | Clasificación de la montaña | Clasificación de la montaña |
| Ciclista                    | Ciclista                    | Equipo                           | Puntos                      |                             |
| --------------------------- | --------------------------- | -------------------------------- | --------------------------- | --------------------------- |
| 1.ª                         | Katie Hall                  | UnitedHealthcare Women's Team    | 26 pts                      |                             |
| 2.ª                         | Ashleigh Moolman-Pasio      | Cervélo Bigla                    | 14 pts                      |                             |
| 3.ª                         | Lizzie Armitstead           | Boels Dolmans                    | 14 pts                      |                             |
| 4.ª                         | Eugenia Bujak               | BTC City Ljubljana               | 12 pts                      |                             |
| 5.ª                         | Ilona Hoeksma               | Parkhotel Valkenburg Continental | 12 pts                      |                             |
| 6.ª                         | Marta Bastianelli           | Alé Cipollini                    | 11 pts                      |                             |
| 7.ª                         | Elisa Longo Borghini        | Wiggle High5                     | 10 pts                      |                             |
| 8.ª                         | Janneke Ensing              | Parkhotel Valkenburg Continental | 10 pts                      |                             |
| 9.ª                         | Małgorzata Jasińska         | Alé Cipollini                    | 9 pts                       |                             |
| 10.ª                        | Amanda Spratt               | Orica-AIS                        | 9 pts                       |                             |

### Clasificación de las jóvenes
| Clasificación del mejor joven | Clasificación del mejor joven | Clasificación del mejor joven    | Clasificación del mejor joven | Clasificación del mejor joven |
| Ciclista                      | Ciclista                      | Equipo                           | Tiempo                        |                               |
| ----------------------------- | ----------------------------- | -------------------------------- | ----------------------------- | ----------------------------- |
| 1.ª                           | Floortje Mackaij              | Liv-Plantur                      | 16 h 01 min 32 s              |                               |
| 2.ª                           | Molly Weaver                  | Liv-Plantur                      | + 35 s                        |                               |
| 3.ª                           | Amalie Dideriksen             | Boels Dolmans                    | + 59 s                        |                               |
| 4.ª                           | Eva Buurman                   | Parkhotel Valkenburg Continental | + 3 min 42 s                  |                               |
| 5.ª                           | Alice Barnes                  | Drops                            | + 4 min 21 s                  |                               |
| 6.ª                           | Hannah Barnes                 | Canyon-SRAM Racing               | + 4 min 27 s                  |                               |
| 7.ª                           | Rossella Ratto                | Cylance                          | + 4 min 30 s                  |                               |
| 8.ª                           | Anouska Helena Koster         | Rabo Liv Women                   | + 4 min 30 s                  |                               |
| 9.ª                           | Sheyla Gutiérrez              | Cylance                          | + 7 min 36 s                  |                               |
| 10.ª                          | Eugénie Duval                 | Poitou-Charentes.Futuroscope.86  | + 7 min 36 s                  |                               |

### Clasificación por equipos
| Clasificación por equipos | Clasificación por equipos | Clasificación por equipos | Clasificación por equipos |
| Equipo                    | Equipo                    | Tiempo                    |                           |
| ------------------------- | ------------------------- | ------------------------- | ------------------------- |
| 1.º                       | Wiggle High5              | 48 h 04 min 00 s          |                           |
| 2.º                       | Boels Dolmans             | + 0 s                     |                           |
| 3.º                       | Liv-Plantur               | + 51 s                    |                           |
| 4.º                       | Canyon-SRAM Racing        | + 1 min 48 s              |                           |
| 5.º                       | Rabo Liv Women            | + 6 min 12 s              |                           |
| 6.º                       | Orica-AIS                 | + 7 min 39 s              |                           |
| 7.º                       | Parkhotel Valkenburg      | + 11 min 27 s             |                           |
| 8.º                       | Cervélo Bigla             | + 21 min 13 s             |                           |
| 9.º                       | Hitec Products            | + 26 min 23 s             |                           |
| 10.º                      | Drops                     | + 26 min 25 s             |                           |

## Evolución de las clasificaciones
| Etapa                   | Vencedora               | Clasificación general | Clasificación por puntos | Clasificación de la montaña | Clasificación de las jóvenes | Clasificación por equipos | Clasificación de la combatividad | Clasificación de la mejor británica |
| ----------------------- | ----------------------- | --------------------- | ------------------------ | --------------------------- | ---------------------------- | ------------------------- | -------------------------------- | ----------------------------------- |
| 1.ª                     | Christine Majerus       | Christine Majerus     | Christine Majerus        | Ilona Hoeksma               | Floortje Mackaij             | Rabo Liv Women            | Alison Tetrick                   | Lizzie Armitstead                   |
| 2.ª                     | Amy Pieters             | Marianne Vos          | Katie Hall               | Marianne Vos                | Floortje Mackaij             | Wiggle High5              | Emilia Fahlin                    | Lizzie Armitstead                   |
| 3.ª                     | Lizzie Armitstead       | Lizzie Armitstead     | Katie Hall               | Marianne Vos                | Floortje Mackaij             | Wiggle High5              | Ashleigh Moolman-Pasio           | Lizzie Armitstead                   |
| 4.ª                     | Marianne Vos            | Lizzie Armitstead     | Katie Hall               | Marianne Vos                | Floortje Mackaij             | Wiggle High5              | Emilia Fahlin                    | Lizzie Armitstead                   |
| 5.ª                     | Lotta Lepistö           | Lizzie Armitstead     | Katie Hall               | Marianne Vos                | Floortje Mackaij             | Wiggle High5              | Eugenia Bujak                    | Lizzie Armitstead                   |
| Clasificaciones finales | Clasificaciones finales | Lizzie Armitstead     | Katie Hall               | Marianne Vos                | Floortje Mackaij             | Wiggle High5              | Emilia Fahlin                    | Lizzie Armitstead                   |

## UCI WorldTour Femenino
La carrera The Women's Tour otorga puntos para el UCI WorldTour Femenino 2016, incluyendo a todas las corredoras de los equipos en las categorías UCI Team Femenino. Las siguientes tablas muestran el baremo de puntuación y las 10 corredoras que obtuvieron más puntos:
| Posición              | 1.ª | 2.ª | 3.ª | 4.ª | 5.ª | 6.ª | 7.ª | 8.ª | 9.ª | 10.ª | 11.ª | 12.ª | 13.ª | 14.ª | 15.ª | 16.ª | 17.ª | 18.ª | 19.ª | 20.ª |
| Clasificación general | 120 | 100 | 85  | 70  | 60  | 50  | 40  | 35  | 30  | 25   | 20   | 18   | 16   | 14   | 12   | 10   | 8    | 6    | 4    | 2    |
| Por etapa             | 25  | 20  | 18  | 16  | 14  | 12  | 10  | 8   | 6   | 4    |      |      |      |      |      |      |      |      |      |      |
| Líder                 | 6   |     |     |     |     |     |     |     |     |      |      |      |      |      |      |      |      |      |      |      |

| Clasificación | Clasificación        | Clasificación             | Clasificación | Clasificación | Clasificación | Clasificación |
| Posición      | Ciclista             | Equipo                    | General       | Etapa         | Líder         | Total         |
| ------------- | -------------------- | ------------------------- | ------------- | ------------- | ------------- | ------------- |
| 1.ª           | Elizabeth Armitstead | Boels Dolmans             | 120           | 37            | 12            | 169           |
| 2.ª           | Marianne Vos         | Rabo Liv Women            | 70            | 81            | 6             | 157           |
| 3.ª           | Ashleigh Moolman     | Cervélo-Bigla Pro Cycling | 100           | 28            | -             | 128           |
| 4.ª           | Elisa Longo Borghini | Wiggle High5              | 85            | 24            | -             | 109           |
| 5.ª           | Leah Kirchmann       | Liv-Plantur               | 50            | 56            | -             | 106           |
| 6.ª           | Amy Pieters          | Wiggle High5              | 40            | 39            | -             | 79            |
| 7.ª           | Amanda Spratt        | Orica-AIS                 | 60            | 16            | -             | 76            |
| 8.ª           | Emma Johansson       | Wiggle High5              | 35            | 30            | -             | 65            |
| 9.ª           | Giorgia Bronzini     | Wiggle High5              | 12            | 36            | -             | 48            |
| 10.ª          | Gracie Elvin         | Orica-AIS                 | 30            | 16            | -             | 46            |